# Gabriel Ribeiro
Gabriel Ribeiro (Porto, séc XVII — Salvador da Bahia, 29 de agosto de 1719) foi um mestre de obras e arquiteto português ativo no Brasil colonial no início do século XVIII.

## Biografia e obra
Há poucas informações sobre a vida de Gabriel Ribeiro. Recebeu sua formação artística em Portugal, pois a "carta de examinação" que certificava suas credenciais professionais, apresentada por ele em Salvador em 1699, havia sido expedida pela Câmara Municipal do Porto, em data não conhecida. Como mestre carpinteiro, há notícia de que tenha trabalhado na Igreja da Congregação do Oratório do Porto entre 1684 e 1685. Chegou à Bahia antes de 1698, pois naquele ano foi admitido como irmão menor da Irmandade da Santa Casa da Misericórdia de Salvador.

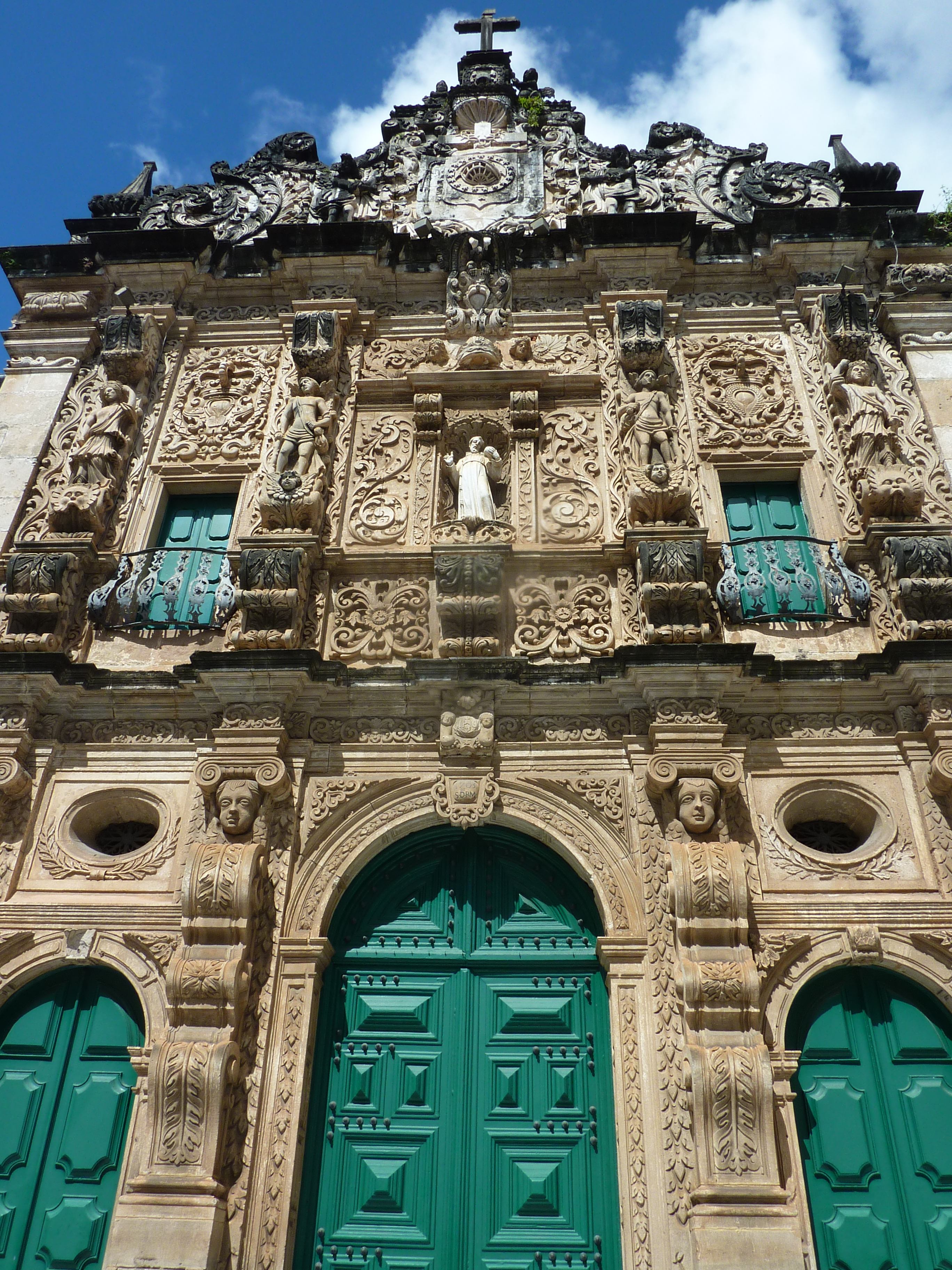
Fachada da Igreja dos Irmãos Terceiros de S. Francisco de Salvador, projeto de Gabriel Ribeiro

Em 1701, ganhou o concurso para o projeto para a Igreja da Ordem Terceira de São Francisco. Um documento da época, descoberto pela historiadora Marieta Alves, especifica que "sendo vistas e ponderadas com a maior attenção as ditas plantas se fez escolha de uma feita pelo Mestre Gabriel Ribeiro, por ser Ella a que se achou mais bem repartida em melhor proporção e com toda as circumstancias conducentes ao magnífico da obra..."
A planta da igreja é de nave única com capela-mor e uma sacristia disposta transversalmente atrás da capela-mor. A planta se parece à da primitiva Igreja dos Terceiros Franciscanos do Porto, construída no século XVII. A fachada da igreja, profusamente decorada, assemelha-se a um retábulo de pedra e lembra o churrigueresco hispano-americano mas, nesse caso, o estilo deveria ter sido adquirido por Gabriel Ribeiro em Portugal, sob influência do país vizinho. Por outro lado, a fachada também pode ser vista como repetindo a tradição de fachadas-retábulo maneiristas do Porto e outras cidades do Norte de Portugal.
É-lhe atribuído também o projeto do portal do Solar Saldanha, que tem um desenho rebuscado semelhante ao da igreja dos irmãos terceiros.
Em 23 de março de 1698 foi admitido como irmão da Santa Casa de Misericórdia da Bahia. Para a Misericórdia realizou um "risco" (projeto) para o Recolhimento de mulheres, modificado mais tarde pelo próprio Ribeiro em 1705. Em 1704, foi o responsável pelo projeto de assentamento de uma escadaria e varanda de mármore vinda de Lisboa para o interior da Misericórdia. A escadaria tem degraus, balaústres e arcos decorados com incrustações de mármore policromo e é uma das grandes realizações da época colonial no Brasil.
Gabriel Ribeiro também trabalhou para a Ordem Terceira do Carmo, mas entre 1707 e 1719, ano da sua morte, não há registro da atuação artística do mestre.